# Віго (аеропорт)
Аеропорт Віго — аеропорт (IATA: VGO, ICAO: LEVX) на відстані 10 км від центру Віго та 28 км від центру Понтеведра (столиці цієї провінції), і розташований в муніципалітетах Редондела, Віго і Мос, в провінції Понтеведра, Іспанія.

## Історія
У 1927 році іспанський уряд усвідомив необхідність створення митного аеропорту в Галісії. Спочатку гавань Віго була обладнана для гідролітаків, а «морський аеропорт» був побудований і почав працювати на сусідньому пляжі Сезантес у березні 1929 року; тим часом було розпочато будівництво більшого внутрішнього аеропорту в Пейнадорі.
Після багатьох років бюрократичної боротьби та переговорів з місцевою владою тодішнє Міністерство повітряного зв'язку повністю взялося за проект і відновило будівництво в 1947 році. Після завершення будівництва аеропорту в 1952 році 20 квітня 1954 року розпочато серйозну роботу з побудови 1500-метрової злітно-посадкової смуги. Початковий маршрут до Мадрида обслуговувала Iberia на літаку Douglas DC-3, але через кілька місяців Iberia передала маршрут компанії Aviaco.
У 1970-х роках у міру збільшення трафіку в аеропорту було розпочато подальший план розвитку. Це передбачало будівництво нової диспетчерської вежі в 1973 році, нового пасажирського терміналу в 1974 році, незалежної електростанції в 1975 році та розширення перону та розширення руліжних доріжок, завершених у 1976 році. Через кілька років злітно-посадкова смуга була подовжена, щоб літаки серії DC-9 могли використовувати аеропорт. У результаті в листопаді 1981 року аеропорт здійснив свій перший міжнародний рейс до аеропорту Париж — Шарль де Голль.
Готуючись до майбутніх потреб повітряного руху, керуюча компанія Aena опублікувала проект розвитку аеропорту.
Наприкінці травня 2007 року правління компанії Aena обрало «Dragados SA» будівництво «Будівлі паркування транспортних засобів, будівельно-технічного блоку аеропорту Віго» в суму 38 266 145 євро з терміном виконання 28 місяців.
Після зустрічі влітку 2008 року було вирішено розширити термінал аеропорту Віго. Однак знадобилося більше року затримок і суперечок, перш ніж план було остаточно розроблено, і 24 лютого 2010 року Рада директорів схвалила розширення. Розширенням планується додати 11 200 квадратних метрів до поточного терміналу площею 8 200 квадратних метрів, а також передбачає повну реконструкцію існуючої будівлі терміналу. Реконструкція та розширення дозволять збільшити річну пропускну спроможність аеропорту до чотирьох мільйонів користувачів.
У 2021 році через аеропорт пройшло 549 094 пасажири та 805 тонн вантажів.

## Авіалінії та напрямки
Наступні авіакомпанії виконують регулярні регулярні та чартерні рейси в аеропорт Віго-Пейнадор:
| Авіакомпанія    | Пункт призначення |
| --------------- | --- |
| Air Europa      | Мадрид |
| Binter Canarias | Гран-Канарія, Тенерифе-Північний |
| Iberia          | Більбао, Валенсія, Мадрид, Сезонний: Аліканте, Гран-Канарія, Ібіса, Лансароте, Малага, Менорка, Пальма-де-Майорка, Сантандер, Севілья |
| Ryanair         | Барселона |
| Vueling         | Барселона |

## Статистика
Див. джерело запитів Вікіданих та джерела.

## Наземний транспорт

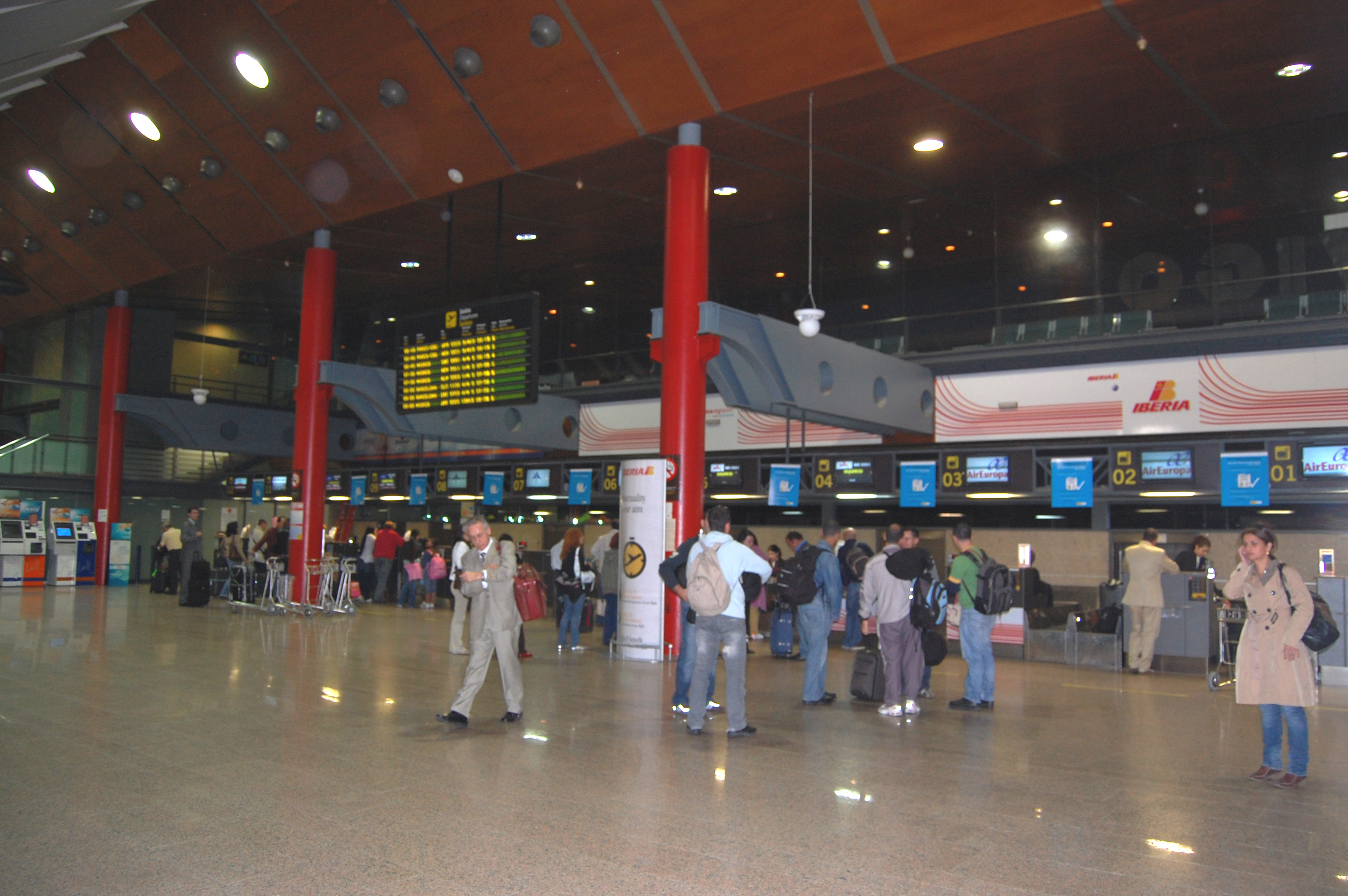
Всередині терміналу

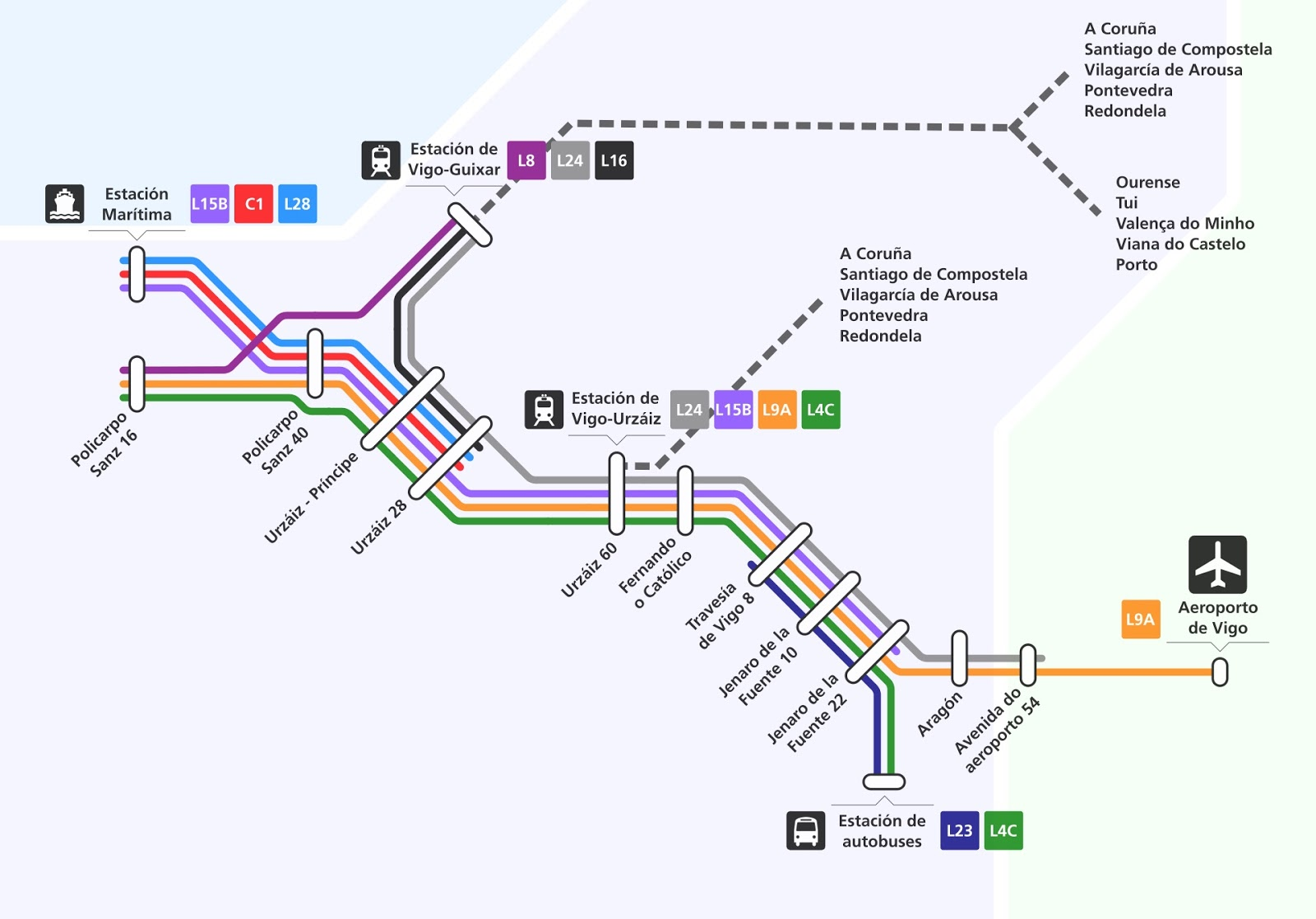
Транзитна карта аеропорту Віго

Аеропорт Віго пов'язаний з Галісією та Північною Португалією різними транспортними мережами. Міське комунальне транспортне підприємство Vitrasa має лінію 9А, яка працює біля залу прибуття на терміналі. Разовий тариф становить 1,35 євро.

### Поїзд
Залізнична станція Віго-Урсайс з'єднана з аеропортом напряму автобусом лінії А кожні 30 хвилин на зупинці Урсайс (час у дорозі від аеропорту до залізничної станції Віго-Урсайс скаладає 25 хвилин). Він забезпечує високошвидкісне сполучення до Понтеведри, Вілагарсії-де-Аруси, Сантьяго-де-Компостели та Ла-Коруньї. Залізнична станція Віго-Гуйсар з'єднана з аеропортом автобусними лініями 8, 16 і 24. Вона забезпечує сполучення з Порту, Понтеведрою, Вілагарсією-де-Ароуса, Сантьяго-де-Компостелою, Ла-Коруньєю, Мадридом, Оренсе, Монфорте-де-Лемосом, Паленсією, Леоном та іншими містами країни.

### Автобус
Автобусна станція Віго з'єднана з аеропортом автобусними лініями Vitrasa 4C і 23. Станція забезпечує сполучення з рештою столичної області, Галісією, Португалією та кількома іспанськими містами, такими як Саламанка, Ов'єдо, Мадрид, Більбао, Памплона, Сарагоса чи Барселона. Служба міського транспорту Vitrasa сполучає аеропорт з центром міста лінією 9А кожні 30 хвилин.

### Автомобіль
Близький під'їзд існує з автомагістралі AP-9 біля розв'язки Пуксейруш, що сполучає центр міста, решту Галісії та Португалії. Час в дорозі до центру міста становить близько 20 хвилин.